# 石川實
石川 實（いしかわ みのる、1966年5月7日 - ）は、ラジオパーソナリティ、俳優。東京都出身。ヘリンボーン所属。

## 人物
日本大学藝術学部演劇科卒業後、テレビドラマ、映画などに出演、その後ラジオパーソナリティとなり、J-WAVE、NACK5、FM-FUJI、InterFM、TOKYO FMといったFM局の出演のほか、インターネットラジオにも出演。
20歳代でのアメリカ放浪などでの経験を語ったり、リスナーから送られたメッセージを元にさまざまな話題で熱いトークを展開する事が多い。
好物はパンケーキとスープ。

## 主な活動

### ラジオ番組

#### 現在出演中の番組
TBSラジオ
- 石川實 DAIRY LIFE（「プレシャスサンデー」内、2015年10月4日 - 2016年6月26日[1]、同年10月2日 - 2021年3月27日、以降単独番組）

#### 過去に出演した番組
Inter FM
- Rainbow Tune OPEN MIC（2005年10月〜2006年3月）
- Flashpoint（2014年4月4日〜2016年3月25日）
2014年12月末まで金曜 24:00 - 25:00
2015年1月から金曜 23:00 - 24:00

TBSラジオ
- 「笹川友里 プレシャスサンデー」2016年7月17日ゲスト出演　9:02頃 - 9:24頃
- 「金曜たまむすび」ゲスト出演（2021年12月17日）[2]

TOKYO FM
- みんなのよい食プロジェクト Presents ベジラジオ（2010年4月3日〜2013年3月30日）
日曜 12:00 - 12:25
2011年9月までは土曜 7:00 - 7:25
- SKY（2006年10月2日〜2008年3月31日）
当時、新聞の番組表には「スカイ DJ石川実」「スカイ 石川実」などと表記されていた。
- Daily Planet（2009年1月〜3月）
- すっぴんマンデー

J-WAVE
- TR2 Monday（2002年4月〜2003年3月）
- 他にホリデースペシャル（2時間）も1度担当
- BONSOIR!（2006年5月〜9月）
J-WAVEのインターネットラジオ放送局「Brandnew J」にて放送

NACK5
- SATURDAY ON THE WAY（2000年4月〜2001年3月）

FM-FUJI
- RADICAL LEAGUE石川實の“なめんなよ!”（2000年4月〜2005年3月）
- RADIO GALAXY（1999年4月〜2000年3月）
- CLUB ZERO（1998年4月〜1999年3月）
- INTER-ACT QZ（1997年4月〜1998年3月）

ZIP-FM
- WHAT'S UP SATURDAY（1998年4月〜2000年3月）
名古屋・栄にあったFiera ZIP Cornerからの公開生放送

### ナレーション
- 大正製薬「リアップ×5」CF
- NICOSカードCF

など